# Khelifa (cràter)
Khelifa és un cràter d'impacte en el planeta Venus de 10,8 km de diàmetre. Porta el nom d'un antropònim àrab, i el seu nom va ser aprovat per la Unió Astronòmica Internacional el 1994.